# Bitz

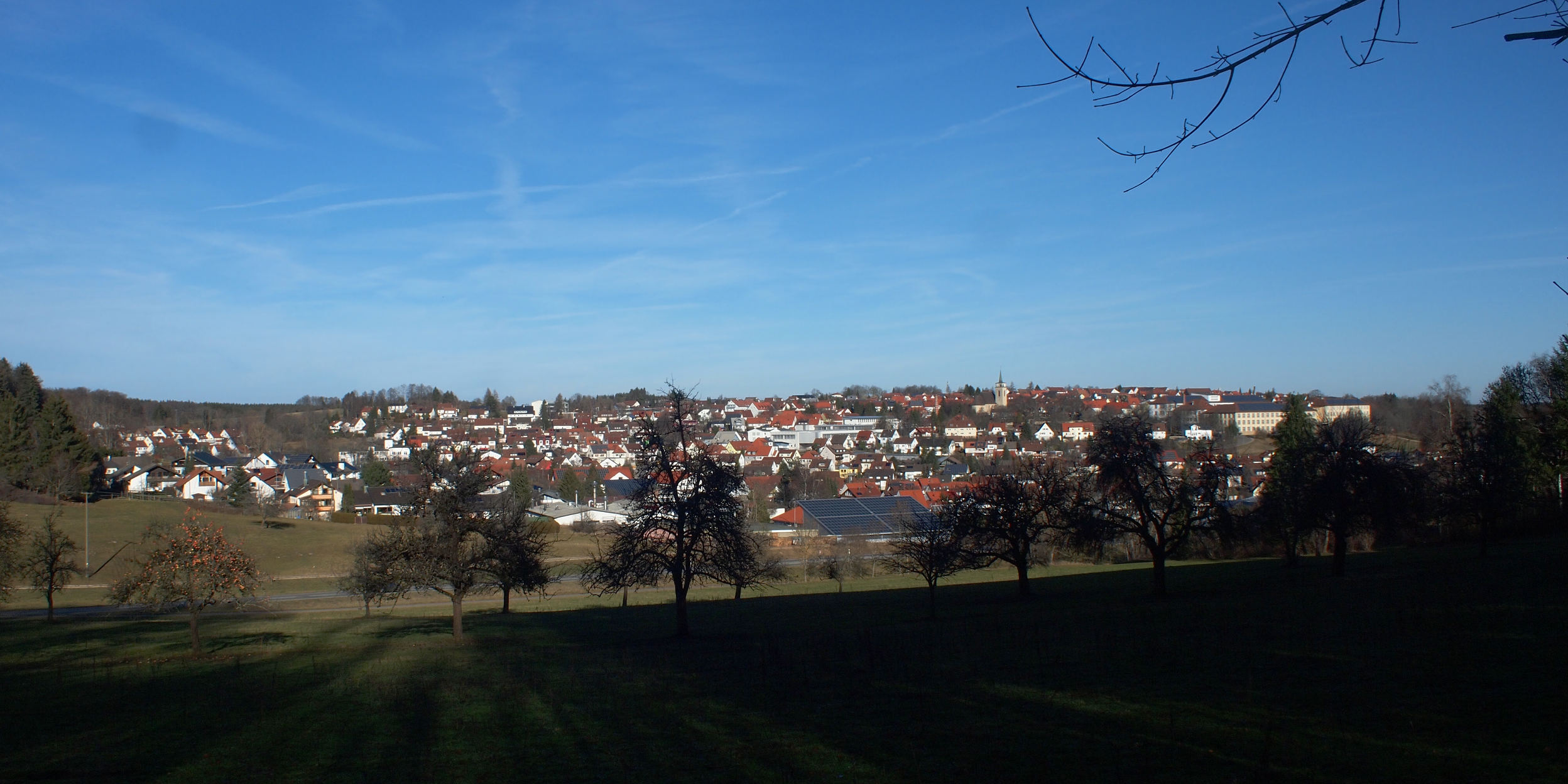
Bitz

 Bitz es una localidad del Distrito de Zollernalb en Alemania en plena Selva Negra. 
- Datos: Q516090
- Multimedia: Bitz / Q516090

1. ↑  Worldpostalcodes.org, código postal n.º 72475.